# Ezio Babbini
Ezio Babbini (Pistoia, 1873 – ...) è stato un generale italiano, veterano della guerra italo-turca e della prima guerra mondiale, che durante il corso della guerra d'Etiopia fu comandante del IV Corpo d'armata. Insignito della croce di Commendatore dell'Ordine militare di Savoia e della medaglia di bronzo al valor militare.

## Biografia
Nacque a Pistoia nel 1873. Arruolatosi nel Regio Esercito, fu nominato sottotenente dell'arma di fanteria nel 1893. Tra il 1911 e il 1912 prese parte alla guerra italo-turca. All'atto dell'entrata in guerra del Regno d'Italia, avvenuta il 24 maggio 1915, ricopriva il grado di capitano. Nel settembre 1915 fu promosso maggiore, divenendo tenente colonnello nel febbraio 1917, e colonnello nell'agosto dello stesso anno. Fece parte dapprima, e per oltre un biennio, dello Stato maggiore della 3ª Armata di S.A.R. il Duca d'Aosta. Il 24 dicembre 1917 assunse il comando del 15º Reggimento fanteria della Brigata Savona, che mantenne fino al novembre 1924. Al termine del conflitto risultava decorato la Croce di Cavaliere dell'Ordine militare di Savoia (Gorizia, Altipiano Carsico, maggio 1915-agosto 1917) e di quella di Ufficiale (Carso, Piave, 26 ottobre-9 novembre 1917), e della Medaglia di bronzo al valor militare. Ricoprì l'incarico di insegnante di storia presso la Scuola di guerra dell'esercito, e fu poi comandante la Scuola centrale di fanteria, e del distretto militare di Sulmona. Promosso generale di brigata nel giugno 1928 comandò la Scuola centrale militare di Civitavecchia. Divenuto generale di divisione il 28 agosto 1932, assunse il comando della Divisione militare Territoriale di Alessandria (1932-1934) e poi della Divisione fanteria "Pasubio" (1934-1935). Tra il febbraio e il 1 aprile 1935 fu disposizione presso il Ministero della guerra, e poi assunse il comando della Divisione fanteria "Sabauda I", incarico che mantenne fino al 7 febbraio 1936 quando partì per la guerra d'Etiopia assumendo il comando del IV Corpo d'armata, mantenendolo fino al 1937. Insignito della Croce di Commendatore dell'Ordine militare di Savoia, fu promosso generale di corpo d'armata, e il 30 settembre 1937 fu collocato in posizione ausiliaria.

### Fonti
1. 1 2 3 4 5 6  Generals.
2. 1 2 3 4 5 6 7  Regio Esercito.
3. 1 2 3  Sito web del Quirinale: dettaglio decorato.
4. ↑  Gazzetta Ufficiale del Regno d'Italia n. 169 del 20 luglio 1942, pag. 21.